# Campiglossa amurensis
Campiglossa amurensis este o specie de muște din genul Campiglossa, familia Tephritidae, descrisă de Friedrich Georg Hendel în anul 1927. Conform Catalogue of Life specia Campiglossa amurensis nu are subspecii cunoscute.